# 9383 Montélimar
9383 Montélimar eller 1993 TP15 är en asteroid i huvudbältet som upptäcktes den 9 oktober 1993 av den belgiske astronomen Eric W. Elst vid La Silla-observatoriet. Den är uppkallad efter den franska staden Montélimar.